# Liste des sites Ramsar au Monténégro
Cet article recense les zones humides du Monténégro concernées par la convention de Ramsar.

## Statistiques
La convention de Ramsar est entrée en vigueur en République fédérative socialiste de Yougoslavie le 28 juillet 1977, la République socialiste du Monténégro en faisant alors partie. Le 3 juillet 2001, la République fédérative socialiste de Yougoslavie accepte, en tant qu'État successeur de la RFS de Yougoslavie, la convention, rétroactivement depuis le 27 avril 1992 et le début de l'éclatement de cette dernière. Le pays devient la Serbie-et-Monténégro en 2003, puis, le 21 mai 2006, la Serbie et le Monténégro se séparent et deviennent chacun un État indépendant. Le 18 juin 2007, le Monténégro annonce continuer à appliquer la convention de Ramsar, depuis le 3 juin 2006.
En janvier 2020, le pays compte 3 sites Ramsar, couvrant une superficie de 216,27 km2 (soit environ 1.5% du territoire monténégrin).

## Liste
| Site            | Commune                 | Notes                                                                  | Date             | Superficie (km²) | Altitude (m) | Identifiant Ramsar | Identifiant WDPA | Coordonnées                       | Photo |
| --------------- | ----------------------- | ---------------------------------------------------------------------- | ---------------- | ---------------- | ------------ | ------------------ | ---------------- | --------------------------------- | ----- |
| Lac de Skadar   | Bar, Cetinje, Podgorica | Parc national (en) ; la partie albanaise est également un site Ramsar. | 13 décembre 1995 | 200,00           |              | 784                | 134952           | 42° 12′ 00″ nord, 19° 16′ 59″ est |       |
| Saline de Tivat | Tivat                   |                                                                        | 30 janvier 2013  | 1,50             | 0 - 1        | 2135               | 555558411        | 42° 23′ 38″ nord, 18° 43′ 01″ est |       |
| Saline d'Ulcinj | Ulcinj                  |                                                                        | 1er juillet 2019 | 14,77            | 0 - 5        | 2399               |                  | 41° 55′ 19″ nord, 19° 18′ 00″ est |       |